# Alto do Pina
Alto do Pina war eine Stadtgemeinde (Freguesia) der portugiesischen Hauptstadt Lissabon. Auf einer Fläche von 0,83 km² lebten in ihr 10.337 Einwohner (Stand 30. Juni 2011).

## Geschichte

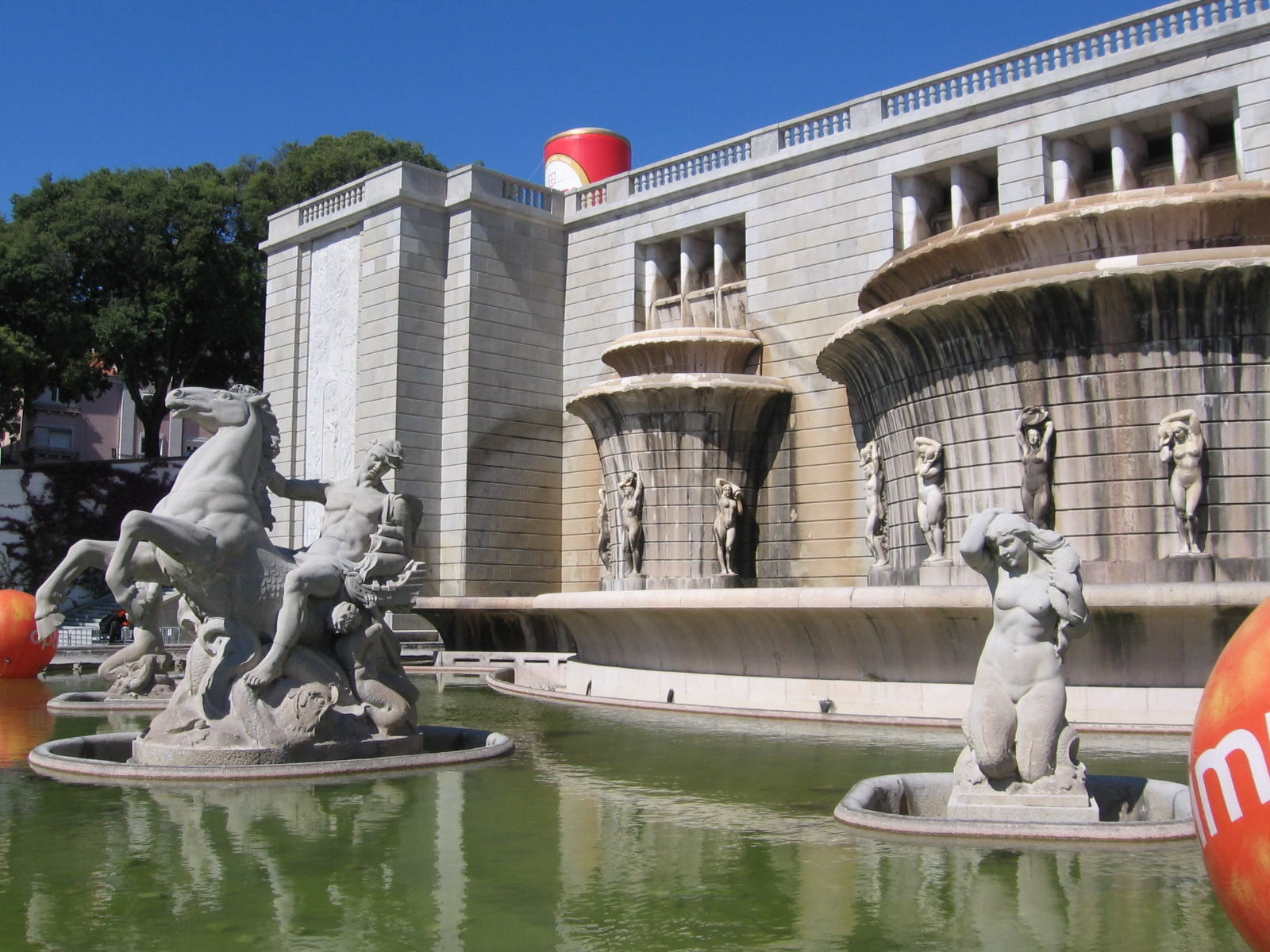
Der Monumentalbrunnen Fonte Luminosa

Die Gemeinde entstand am 7. Februar 1959 im Zuge einer administrativen Neuordnung des Stadtgebiets von Lissabon durch Abtrennung von Gebieten der Gemeinden Arroios, Penha de França und Beato.  
Im Herbst 2013 wurde die Gemeinde zusammen mit der westlichen Nachbargemeinde São João de Deus zur neuen Gemeinde Areeiro zusammengeschlossen.

## Bauwerke
In Alto do Pina befindet sich der Complexo Desportivo Municipal Casal Vistoso.